# Karl Linsbauer
Karl Linsbauer (Vienna, 11 ottobre 1872 – Graz, 5 dicembre 1934) è stato un botanico austriaco.

## Biografia
Studiò scienze naturali presso l'Università di Vienna, dove fu anche il discepolo di Julius Wiesner. Nel 1899 conseguì il dottorato di ricerca, ottenendo la sua abilitazione diversi anni dopo nei campi dell'anatomia e della fisiologia vegetale (1904). Nel 1910 divenne professore associato presso l'Università di Czernowitz, e l'anno successivo presso l'Università di Graz come successore di Gottlieb Haberlandt.

## Opere
- Bau und Leben der Pflanzen : in zwölf gemeinverständliche Vorträge (con Friedrich Karl Max Vierhapper) Verlag von Carl Konegen, Vienna, (1905) .[1]
- Wiesner-Festschrift (editore Linsbauer) Vienna : C. Konegen, (1908).
- Illustriertes Handwörterbuch der Botanik (con Camillo Karl Schneider) Leipzig, W. Engelmann (1917).
- Handbuch der pflanzenanatomie (editore), Berlin : Verlag von gebruder Borntraeger, (1922- )y.[2]